# Distretto di Hassi Mameche
Il distretto di Hassi Mameche è un distretto della Provincia di Mostaganem, in Algeria.

## Comuni
Il distretto di Hassi Maameche comprende 3 comuni:
- Hassi Mameche
- Mazagran
- Stidia